# Corumbá de Goiás
| \| Corumbá de Goiás \|                       |
| Lage der Ortschaft Corumbá de Goiás in Goiás |
| Corumbá de Goiás                             |

| Corumbá de Goiás |

Corumbá de Goiás ist eine brasilianische politische Gemeinde im Bundesstaat Goiás in der Mesoregion Ost-Goiás und in der Mikroregion Entorno de Brasília. Sie liegt westlich der brasilianischen Hauptstadt Brasília und nordöstlich von Goiânia, der Hauptstadt des Bundesstaates.

## Geographische Lage
Corumbá de Goiás grenzt
- im Norden an Cocalzinho de Goiás
- im Osten an Santo Antônio do Descoberto
- im Südosten an Alexânia
- im Südwesten an Abadiânia
- im Westen an Pirenópolis